# Asunto de los camisas rojas
El asunto de los camisas rojas (affaire des chemises rouges) fue un acontecimiento que implicó a un grupo de cincuenta y cuatro personas ejecutadas en la guillotina durante la Revolución francesa por orden del Comité de Seguridad General, acusadas de haber atentado contra la seguridad del Estado, sin que su culpabilidad hubiese llegado a ser formalmente establecida.

## Los hechos
El 17 de junio de 1794, cincuenta y cuatro personas fueron condenadas a muerte, acusadas de haber atentado contra Robespierre y Collot d'Herbois. Poco antes de su ejecución, los condenados fueron vestidos con camisas rojas, algo tradicionalmente reservado a asesinos y envenenadores, lo cual ya se había hecho en otras ocasiones, como con los presuntos asesinos de Leonard Bourdon en Orleans en julio de 1793 y con Charlotte Corday. El juicio contra los camisas rojas supuso la culminación de un montaje político destinado a hacer creer al público acerca de la existencia de una conspiración monárquica contra los "padres del pueblo".

## Acusados

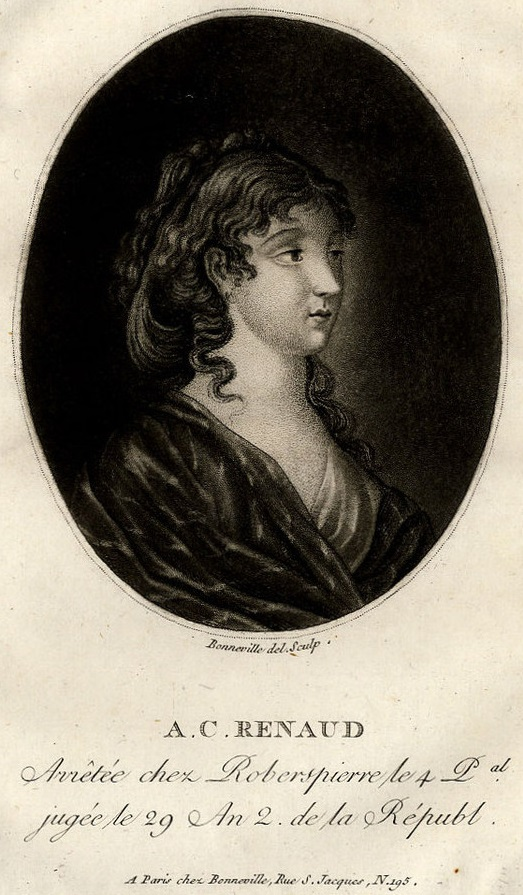
Grabado de Cécile Renault, por François Bonneville (hacia 1800).

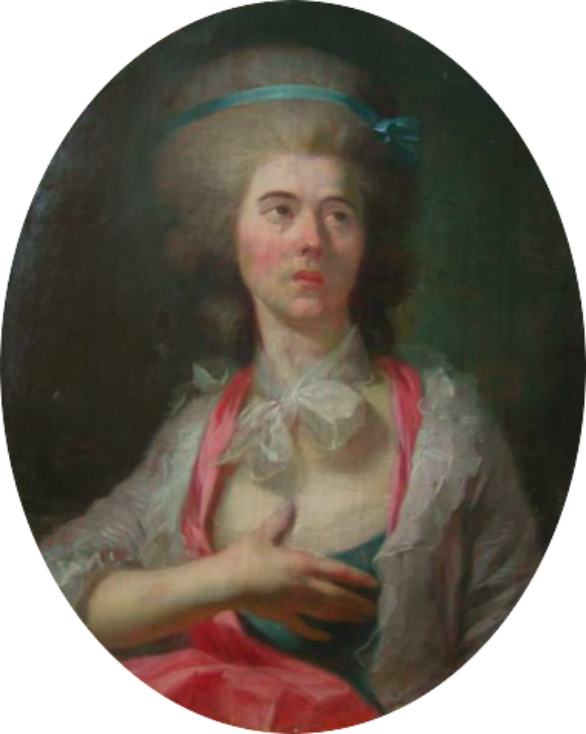
Retrato de Françoise-Augustine Sentuary, por Vigée-Lebrun (1778).

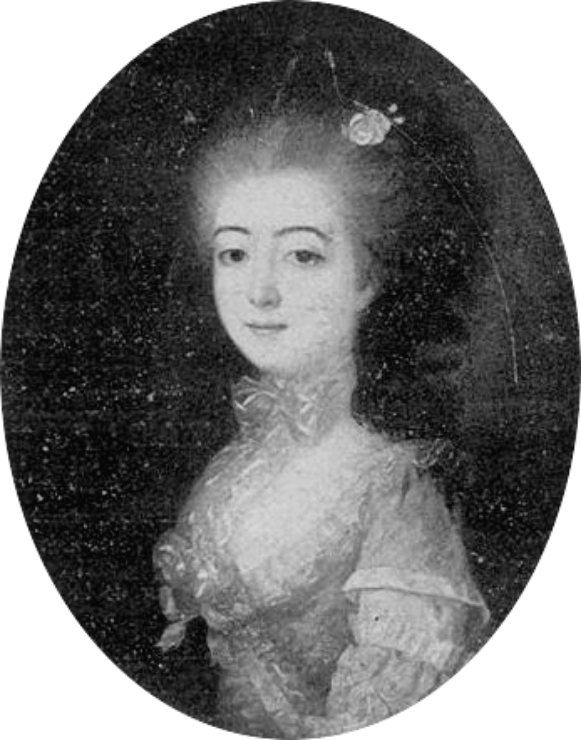
Retrato de Jeanne-Louise-Françoise de Sainte-Amaranthe, por Julius Heinsius.

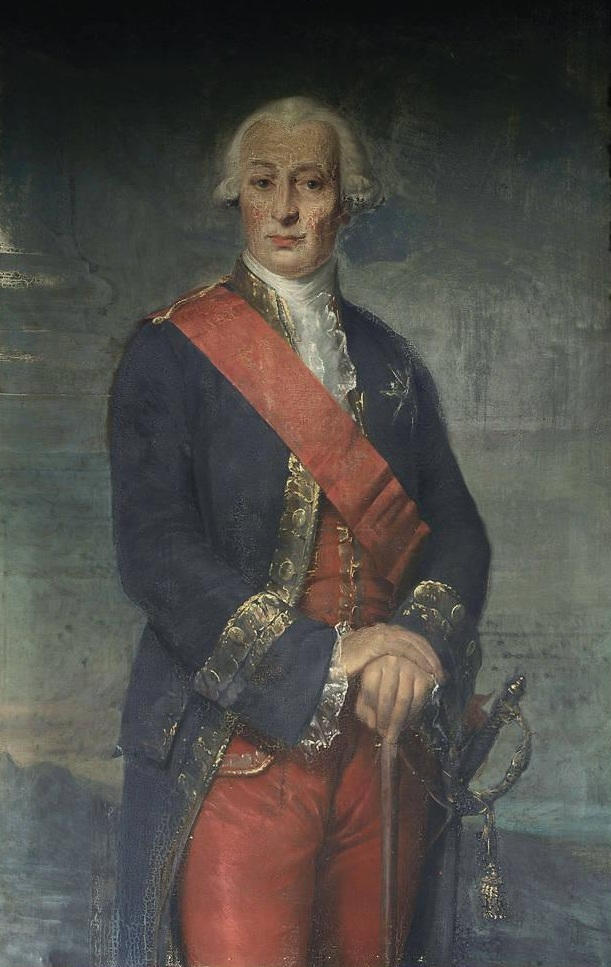
Retrato de Charles François de Virot de Sombreuil.

Inicialmente sólo habían sido acusadas seis personas:
- Henri Admirat, acusado de haber intentado matar al diputado Collot d'Herbois (miembro del Comité de Seguridad Pública).

- André Santonax, estudiante de cirugía acusado de aplaudir la iniciativa de Admirat.

- Cécile Renault, acusada de querer asesinar a Robespierre.

- Antoine Renault, padre de Cécile.

- Antoine-Jacques Renault, hermano de Cécile.

- Edme-Jeanne Renault (antigua religiosa), tía de Cécile.

El Comité de Seguridad General, en estrecha colaboración con Barère de Vieuzac, Collot y Billaud-Varennes, quiso otorgar un carácter aún más espectacular a la ejecución de los supuestos conspiradores y asesinos, por lo que elaboró un grupo heterogéneo compuesto por cincuenta y cuatro presuntos culpables a los que quiso dotar de un alo de complicidad, incluyendo en el último momento a siete presos comunes condenados por un tribunal ordinario.
Los cincuenta y cuatro acusados fueron:
1. Henri Admirat, de cuarenta y nueve años, nacido en Auzolette, departamento de Puy-de-Dôme, residente en París, rue Favart, n° 4, empleado de la oficina de lotería nacional.
2. François Cardinal, maestro y pensionista, de cuarenta años, natural de Bussière, departamento de Haute-Marne, residente en París, rue de Tracy, n° 7.
3. Pierre-Balthasard Roussel, de veintiséis años, nacido en París, residente en la rue Helvétius, n° 70.
4. Marie-Suzanne Chevalier, de treinta y cuatro años, nacida en Saint-Sauvan, departamento de la Vienne, residente en París, rue Chabannais, n° 47.
5. Claude Paindavoine, de cincuenta y tres años, nacido en Lépine, departamento de la Marne, residente en París, rue Neuve-des-Petits-Champs, n° 19, conserje de la oficina de loterías.
6. Aimée-Cécile Renault, de veinte años, nacida en París, residente en la rue de la Lanterne.
7. Antoine Renault, de sesenta y dos años, papelero, nacido en París, residente en la rue de la Lanterne.
8. Antoine-Jacques Renault, papelero, de treinta y un años, nacido en París, residente en la rue de la Lanterne.
9. Edme-Jeanne Renault, antigua religiosa, de sesenta años, nacida en París, residente en la rue Babylone, n° 698.
10. Jean-Baptiste Portebœuf, de cuarenta y tres años, nacido en Thoiré, departamento de la Seine-Inférieure, residente en París, rue Honoré, n° 510.
11. André Saintanac, estudiante de cirugía y empleado del hospital militar de Cboisy-sur-Seine, de veintidós años, nacido en Burdeos, departamento de Bec-d'Ambès, residente en Choisy y anteriormente en París, rue Quincampoix.
12. Anne-Madeleine-Lucile Parmentier, de cincuenta y dos años, nacida en Clermont, departamento de l'Oise, residente en París, rue Honoré, n° 510, casada con Alexandre Lemoine Crécy.
13. François Lafosse, jefe de vigilancia de la policía de París, de cuarenta y cuatro años, nacido en Versalles, departamento de Seine-et-Oise, residente en París, rue du Faubourg-du-Temple, n° 32.
14. Jean-Louis-Michel Devaux, empleado, de veintinueve años, nacido en Doulans, departamento de la Somme, residente en París, rue Barbe, sección de Bonne-Nouvelle.
15. Louis-Eustache-Joseph Potier (Deille), de cuarenta y cuatro años, nacido en Lille, departamento del Norte, residente en París, rue Favart, impresor y miembro del comité revolucionario de la sección de Lepelletier.
16. Charles François de Virot de Sombreuil, antiguo gobernador de Los Inválidos, de sesenta y cuatro años de edad, nacido en Ensisheim, departamento de Haut-Rhin, residente en Los Inválidos.
17. Stanislas Virot de Sombreuil, de veintiséis años, nacido en Lechoisier, departamento de la Haute-Vienne, residente en Poissy, antiguo capitán de los húsares y de la guardia nacional de Poissy.
18. Jean-Guet Henoc Rohan Rochefort, antiguo miembro de la nobleza, residente en Rochefort, departamento de la Charente-Inférieure.
19. Pierre Laval Montmorency, antiguo miembro de la nobleza, de veinticinco años, nacido en París, residente en la rue du Bac.
20. Etienne Jardin, de cuarenta y ocho años, nacido en Versalles, departamento de Seine-et-0ise, residente en París, rue Cadet, director de transportes militares desde el estallido de la Revolución.
21. Charles-Marie-Antoine Sartine, antiguo maître des requêtes, de treinta y cuatro años, nacido en París, residente en la rue Vivienne.
22. Barthélemy Constant, gendarme, de cuarenta y ocho años, nacido en Grasse, departamento de Var, residente en París, rue du Faubourg-Martin, n° 185.
23. Joseph-Henry Burlandeux, antiguo oficial de paz, de treinta y nueve años, nacido en Saullier, departamento de Var, residente en París, rue du Faubourg- Martin, n° 64.
24. Louis-Marie-François Saint-Mauris de Montbarey, antiguo príncipe y militar, de treinta y ocho años, nacido en París, residente en el barrio Honoré, n° 49.
25. Joseph-Guillaume Lescuyer, músico, de cuarenta y seis años, nacido en Antibes, departamento de Var, residente en París, rue Poissonnière, n° 16.
26. Achille Viart, antiguo militar, de cincuenta y un años, nacido en América, residente en Mariac, departamento de Bec-d'Ambès.
27. Jean-Louis Biret Tissot, criada de Madame de Grandmaison, de treinta y cinco años, nacida en París, residente en la rue de Mesnard.
28. Théodore Jauge, banquero, de cuarenta y siete años, nacido en Burdeos, departamento de Bec-d'Ambès, residente en París, rue du Mont-Blanc.
29. Catherine-Suzanne Vincent, de cuarenta y cinco años, nacida en París, residente en la rue de Mesnard, casada con Griois.
30. Françoise-Augustine Duval d'Eprémesnil, de cuarenta años, nacida en Reunión (África), residente en Marefosse, departamento de la Seine-Inférieure, casada con d'Eprémesnil.
31. Charles-Armand-Augustin Depont, antiguo miembro de la nobleza, de cuarenta y nueve años, nacido en París, residente en Notre-Dame-des-Champs.
32. Joseph-Victor Cortey, tendero, de treinta y siete años, nacido en Symphorien, departamento de la Loire, residente en París, rue de la Loi.
33. François Paumier, comerciante de madera, de treinta y nueve años, nacido en Aunay, departamento de la Nièvre.
34. Jean-François Deshayes, de sesenta y ocho años, nacido en Herserange, departamento de la Moselle, residente en Luçon, comerciante y miembro del comité de vigilancia.
35. Francois-Augustin Ozanne, antiguo oficial de paz, de cuarenta años, nacido en París, residente en la rue de la Vieille-Monnaie.
36. Charles-François-René Duhardaz Dauteville, antiguo miembro de la nobleza, de veintitrés años, nacido en Mans, departamento de la Sarthe, residente en París, rue Basse-du-Rempart, n° 20.
37. Louis Comte, hombre de negocios, de cuarenta y nueve años, nacido en Varennes, departamento de Saône-et-Loire, residente en París, rue Thomas-du-Louvre.
38. Jean-Baptiste Michonis, antiguo jefe de policía, de cincuenta y nueve años, nacido en París, residente en la capital.
39. Philippe-Charles-Élysée Baussancourt, segundo teniente de fusilería, de veintisiete años, nacido en Vitry-le-François.
40. Louis Karadec, agente de valores, de cuarenta y cinco años, nacido en Lisieux, departamento de Calvados, residente en París, rue du Faubourg-du-Temple.
41. Théodore Marsan, de veintisiete años, nacido en Toulouse, departamento de la Haute-Garonne, residente en París, rue de Cléry, n° 95.
42. Nicolas-Joseph Égrée, cervecero, de cuarenta años, nacido en Cateau-Cambrésis, departamento del Norte, residente en Suresnes, departamento de París.
43. Henri Menil-Simon, capitán de caballería, de cincuenta y tres años, nacido en Buley, departamento de la Nièvre, residente en Vigneux, departamento de Seine-et-Oise.
44. Jeanne-Louise-Françoise de Sainte-Amaranthe, de cuarenta y dos años, nacida en Saintes, departamento de la Charente, residente en Cercy, departamento de Seine-et-Oise.
45. Charlotte-Rose-Émilie de Sainte-Amaranthe, de veinte años, nacida en París, residente en Cercy, casada con Sartine.
46. Louis de Sainte-Amaranthe, de dieciséis años, residente en Cercy.
47. Gabriel-Jean-Baptiste Briel, antiguo sacerdote, de cincuenta y seis años, nacido en Montier-sur-Faulx, departamento de Mont-Blanc, residente en Arcueil, anteriormente en París, rue Helvétius.
48. Marie de Grandmaison, cantante, de veintisiete años, nacida en Blois, departamento de Loir-et-Cher, residente en París, rue Mesnard, n° 7.
49. Marie-Nicole Bouchard, de dieciocho años, nacida en París, residente en la rue Mesnard, n° 7.
50. Jean-Baptiste Marino, pintor de porcelana y administrador de la policía, de treinta y siete años, nacido en Sceaux, distrito de la ciudad de l'Egalité, residente en París, rue Helvétius.
51. Nicolas-André-Marie Froidure, antiguo administrador de la policía, de veintinueve años, nacido en Tours, departamento de Indre-et-Loire, residente en París, rue Honoré, n° 91.
52. Antoine-Prosper Soules, antiguo administrador de la policía y oficial municipal, de treinta y un años, nacido en Avisse, departamento de la Marne, residente en París, rue Taranne, n° 38.
53. François Dangé, antiguo administrador de la policía, de cuarenta y siete años, nacido en Chesey, departamento de Cher-et-Loir, residente en París, rue de la Roquette, n° 36.
54. Marie-Maximilien-Hercule Rossay, conde de Fleury, de veintitrés años, residente en París.

## Cargos
Los miembros del Comité de Seguridad General, a las órdenes de Barère de Vieuzac, dotaron de una gran repercusión al juicio, el cual finalizó la noche del 17 de junio de 1794. La idea de una joven asesina juzgada como tal había sido sugerida a Barère por la prensa inglesa, la cual, una semana antes del improvisado juicio de Cécile Renault, había mencionado la existencia de una nueva Charlotte Corday. Así, los enemigos de Robespierre, entre los que se encontraban varios diputados y representantes, pudieron bautizar el proceso contra los camisas rojas. Su intención era señalarlo como aspirante a la omnipotencia, con el objetivo de socavar su popularidad y desacreditarlo públicamente.
Henri Admirat y su entorno, incluida Madame de Lamartinière y varios residentes de su barrio, fueron juzgados por el intento de asesinato de Collot d'Herbois. El proceso estuvo plagado de irregularidades puesto que los documentos relativos al caso constituían una red de contradicciones, en las cuales las confesiones extraídas, las denuncias, tanto verdaderas como falsas, y los testimonios no coincidían. Junto con los acusados fueron juzgados pequeños grupos de personas pertenecientes a su entorno, como familiares, vecinos y compañeros de trabajo.
Para dotar al proceso de un carácter político, Barère y los miembros del Comité de Seguridad General decidieron articular la acusación en torno a la figura de Jean Pierre de Batz, emigrante retornado y residente en las provincias desde el verano de 1793, ajeno a los acontecimientos de 1794. Para los autores de este montaje político, el barón debía ser el principal conspirador, estando supuestamente relacionado con sus cómplices a través de un "hilo invisible", según Élie Lacoste, miembro del Comité de Seguridad General, cuyos argumentos fueron apoyados por las declaraciones falsas y las denuncias proporcionadas por el Comité de Seguridad General, siendo dichos documentos elaborados a raíz de las declaraciones de algunos condenados, principalmente de Dossonville y Louis-Guillaume Armand, así como de un antiguo noble convertido en prisionero, Louis-François de Ferrières-Sauvebeuf. Estos informes fueron en mayor o menor medida falsificados o amañados por el Comité de Seguridad General.
Los cincuenta y cuatro acusados fueron ejecutados en la guillotina el 17 de junio de 1794 y enterrados en una fosa común en el cementerio de Picpus.